# Joan B. Culla
Joan Baptista Culla Clarà (Barcelona, 1952 - Barcelona, 29 de noviembre de 2023) fue un historiador, profesor y escritor español que publicó habitualmente como Joan B. Culla. Escribió la mayor parte de su obra en catalán.

## Trayectoria
Se licenció en Historia en 1976, obteniendo el doctorado en Historia Contemporánea en 1985, ambos títulos por la Universidad de Barcelona. Entre 1977 y 2023 trabajó como profesor de Historia Contemporánea en la Universidad Autónoma de Barcelona.
Escribió más de una docena de libros, además de colaborar periódicamente en publicaciones de ámbito catalán como Avui, L'Avenç, Sàpiens, Idees y Serra d'Or; español, como El País o Política Exterior; o internacional, como la francesa Hérodote.
Desde principios de la década de 1990 presentó y dirigió el programa de televisión Segle XX en el Canal 33, canal televisivo de ámbito autonómico catalán, donde se repasaba la historia del siglo xx desde una óptica moderna, pero a la vez inédita. También participaba como comentarista en otros medios de comunicación, especialmente radiofónicos.
Culla fue uno de los intelectuales catalanes que se posicionaron públicamente a favor de Israel en el conflicto israelí-palestino. No ocultaba sus simpatías por el catalanismo liberal y el estado de Israel.
Culla, que fue articulista de El País, cesó su colaboración con dicho periódico tras la celebración del referéndum de independencia de Cataluña del 1 de octubre de 2017, acusando al periódico de «censura ideológica».

## Obras
- 1977, El Catalanisme d'esquerra (1928-1936), Barcelona, (ISBN 978-84-7256-109-0)
- 1994, El franquisme i la transició democràtica (1939-1988). Volumen VIII de Història de Catalunya (dirigida por Pierre Vilar), Barcelona, 1994, (ISBN 978-84-297-2958-0)
- 2000, Diccionari de partits polítics de Catalunya. Segle XX, Barcelona, (con Isidre Molas).
- 2004, Israel, el somni i la tragèdia. Del sionisme al conflicte de Palestina, Barcelona, ISBN 978-84-95616-54-8 - Traducido al español como La tierra más disputada: El sionismo, Israel y el conflicto de Palestina, Madrid, 2005, (ISBN 978-84-206-4728-9)
- 2007,  Visca la república, Barcelona, (ISBN 978-84-8437-989-8l)
- 2009, La dreta espanyola a Catalunya, 1975-2008. Barcelona,
- 2013, Esquerra Republicana de Catalunya, 1931-2012. Una història política. Barcelona,
- 2017, El tsunami. Com i per què el sistema de partits català ha esdevingut irreconeixible. Barcelona,
- 2019, La història viscuda. Memòries, Barcelona,
- 2021,  Amb Poblet al cap i al cor: El Pare Bernat Morgades i el seu temps (1911-1963), Barcelona, (ISBN 978-84-9809-506-7)